# 康懋達64遊戲系統
康懋達64遊戲系統（多簡稱為C64GS）是美國個人電腦製造商康懋達國際於1990年12月在英國發行的8位元家用遊戲機，為康懋達家用電腦康懋達64的衍生機型。
康懋達64遊戲系統以康懋達64之硬體架構為基礎，並去除大部分插槽，同時加入了提醒使用者插入卡帶的動畫；由於主機僅支援搖桿操作，使得大部分需要輸入鍵盤指令的原版康懋達64遊戲實際上無法遊玩，同時缺乏獨佔遊戲；加上當時市場中已有任天堂的超級任天堂及世嘉的Mega Drive等畫面表現更豐富、遊戲陣容更堅強的遊戲機競爭，導致康懋達64遊戲系統銷量久無起色，最後黯然淡出市場。
康懋達64遊戲系統在其生命週期中銷量僅有2萬部，是康懋達最重大的商業失敗之一。

## 歷史

康懋達64遊戲系統內建的操作方法提示

### 開發及推出
1982年，康懋達第一部專為遊玩遊戲設計的個人電腦康懋達Max於日本推出，不過銷量不佳；同年推出的另一部電腦康懋達64則因其高性價比大受歡迎，並成為史上銷量最高的個人電腦。
1990年，康懋達以康懋達64之硬體架構為基礎，將其主機板微調、重新設計外殼後，以康懋達64遊戲系統為名於1990年英國消費電子展首次公開。同年12月於英國首發，與收錄了《Fiendish Freddy's Big Top O'Fun》、《國際足球》、《Flimbo's Quest》及《Klax》四款遊戲的四合一卡帶同捆，其中除了《國際足球》以外的三款作品都是磁帶遊戲的移植版本，並調整為適合搖桿的操作方式。

### 衰頹
由於硬體架構基本相同，康懋達64遊戲系統理論上應與所有原版的康懋達64遊戲相容；但由於移除了原版康懋達64最頻繁使用的輸入介面鍵盤，僅提供搖桿操作，使得大部分需要輸入鍵盤指令的原版康懋達64遊戲實際上無法遊玩；加上康懋達64遊戲系統缺乏高品質的獨佔遊戲，導致主機遊戲陣容貧乏。
在康懋達64遊戲系統推出時，家用遊戲機市場大部分已經由任天堂及世嘉宰制：不僅有紅白機及Master System等推出多年，遊戲陣容豐富的8位元遊戲機，同時超級任天堂及Mega Drive等次世代16位元遊戲機也已蓄勢待發。再加上康懋達本身並未將售價相同，但功能更豐富的原版康懋達64下架，導致在各方面皆居於劣勢的康懋達64遊戲系統根本無力競爭，銷量久無起色。
1991年後，康懋達64遊戲系統即淡出家用遊戲機競爭行列；康懋達國際也在1993年推出的另一部家用遊戲機Amiga CD32失敗後於隔年宣告破產，永遠地退出了市場。

## 外部連結
- C64 Wiki （页面存档备份，存于） （英文）
- Old-computers.com （页面存档备份，存于） （英文）
- 8Bit-Homecomputermuseum （页面存档备份，存于） （德文）
- RetroPort （页面存档备份，存于） （德文）